# Јоле Пилетић
Јоле Пилетић (Завала, Пипери, 1814 — Ниш, 1900) је био српски и црногорски сердар, сенатор, војсковођа и народни јунак.
Необичну храброст показао је још као млад четујући против подгоричких и спушких Турака. Посебно се истакао у ратовима 1852 — 1853. и 1862. године. Звање сенатора добио је 1860. године. По избијању устанка од 1875, упућен је у Дробњак, да са Јоксимом Кнежевићем, Живком Шибалијом, Лазаром Бошковићем и другим првацима „дигну буну на десној обали Таре“. У рату 1876—1878, командовао је бригадом, која је у бици на Вучјем Долу, заузела вис Ковчег и допринијела великој побједи над Турцима. Одликовао се у свим бојевима великом личном храброшћу и умјешним командовањем. Године 1879. пао у немилост књаза Николе и на челу веће групе исељеника из Црне Горе прешао у Србију и настанио се у Нишу, гдје је од српске владе добио имање. Један је од најпопуларнијих црногорских јунака и војсковођа у њеној историји. Опеван је у многим пјесмама које се и данас певају. Био је велики познавалац обичајног права. Сахрањен је на Старом гробљу у Нишу.